# Västerhaninge IF Fotboll
Västerhaninge IF Fotboll, är idag den enda sektionen som finns kvar i Västerhaninge IF (VIF). Under en period mellan 1999 till 2006 ingick VIF-spelare över 15 år gamla i Haningealliansens FF. HFF drevs av medlemmar ur VIF men HFF gick i konkurs 2006. Efter konkursen tog det några år innan Västerhaninge IF hade ett ordentligt A-lag igen. Föreningens herrlag har spelat sex säsonger i tredje högsta divisionen, vilket gör den till Haninge kommuns mest framgångsrika. Säsongen 2023 återfanns herrlaget i division III och damlaget i division III.

## Historia 1925–1998
Klubben deltog i seriespel för första gången 1933/1934 och höll till i lägre serier fram till 1973, med undantag av ett kort gästspel i fjärdedivisionen 1961-1962. När VIF avancerade till division IV (motsvarande dagens division II) till säsongen 1974 kom föreningen att etablera sig som en av Sydstockholms ledande klubbar, med spel i tredje- och fjärdedivisionen nästan uteslutande fram till 1998. Som högst spelade VIF sex säsonger i tredjedivisionen; gamla division III 1979-1981 och 1984, samt division II 1995–1996. Detta är en prestation ingen annan förening inom kommunen per 2024 kunnat överträffa.
VIF:s damlag deltog i seriespel för första gången 1983, gjorde ett uppehåll 1991–1993 men återkom 1997–1997.
| Nivå | Serie                                                                      |
| ---- | -------------------------------------------------------------------------- |
| 3    | Div. III (-1986), Div. II (1987-2005), Div. I (2006-2019), Ettan (2020 - ) |
| 4    | Div. IV (-1986), Div. III (1987-2005), Div. II (2006-)                     |
| 5    | Div. V (-1986), Div. IV (1987-2005), Div. III (2006-)                      |
| 6    | Div. VI (-1986), Div. V (1987-2005), Div. IV (2006-)                       |
| 7    | Div. VII (-1986), Div. VI (1987-2005), Div. V (2006-)                      |
| 8    | Div. VIII (-1986), Div. VII (1987-2005), Div. VI (2006-)                   |
| 9    | Div. IX (-1986), Div. VIII (1987-2005), Div. VII (2006-)                   |

### Herrlagets tabellplaceringar 1970–1998
Resultat hämtade från SvFF, Everysport, Svenska Fotbollsklubbar och Clas Glenning Football.
| Säsong | Nivå | Serie                           | Plac. | Anmärkning                                                 |
| ------ | ---- | ------------------------------- | ----- | ---------------------------------------------------------- |
| 1970   | 6    | Stockholmsserien Klass II södra | 4     | uppflyttad                                                 |
| 1971   | 5    | Stockholmsserien Klass I södra  | 6     |                                                            |
| 1972   | 5    | Stockholmsserien Klass I södra  | 3     |                                                            |
| 1973   | 5    | Stockholmsserien Klass I södra  | 1     | uppflyttad                                                 |
| 1974   | 4    | Div. IV Stockholm södra         | 10    |                                                            |
| 1975   | 4    | Div. IV Stockholm södra         | 6     |                                                            |
| 1976   | 4    | Div. IV Stockholm södra         | 2     | slutade 3p bakom Järla som uppflyttades.                   |
| 1977   | 4    | Div. IV Stockholm södra         | 3     |                                                            |
| 1978   | 4    | Div. IV Stockholm södra         | 1     | uppflyttad till div. III, vann serien med 8p.              |
| 1979   | 3    | Div. III Östra Svealand         | 4     |                                                            |
| 1980   | 3    | Div. III Östra Svealand         | 2     | 7p bakom Flen.                                             |
| 1981   | 3    | Div. III Östra Svealand         | 11    | nedflyttad                                                 |
| 1982   | 4    | Div. IV Stockholm södra         | 3     |                                                            |
| 1983   | 4    | Div. IV Stockholm södra         | 1     | uppflyttad, vann serien på bättre målskillnad än Hanviken. |
| 1984   | 3    | Div. III Östra Svealand         | 10    | nedflyttad, sämre målskillnad än niondeplacerade Flen.     |
| 1985   | 4    | Div. IV Stockholm södra         | 4     |                                                            |
| 1986   | 4    | Div. IV Stockholm södra         | 5     | nedflyttad till nya div. IV vid serieomläggning.           |
| 1987   | 5    | Div. IV Stockholm södra         | 5     |                                                            |
| 1988   | 5    | Div. IV Stockholm södra         | 4     |                                                            |
| 1989   | 5    | Div. IV Stockholm södra         | 2     | 9 p bakom seriesegraren FK Sumarice.                       |
| 1990   | 5    | Div. IV Stockholm södra         | 3     |                                                            |
| 1991   | 5    | Div. IV Stockholm södra         | 3     |                                                            |
| 1992   | 5    | Div. IV Stockholm södra         | 2     | uppflyttad efter kvalspel mot Djursholm (1-0h, 4-0b).      |
| 1993   | 4    | Div. III Östra Svealand         | 4     |                                                            |
| 1994   | 4    | Div. III Östra Svealand         | 2     | uppflyttad efter kvalspel mot Säffle FF och Gideonsberg.   |
| 1995   | 3    | Div. II Östra Svealand          | 6     |                                                            |
| 1996   | 3    | Div. II Östra Svealand          | 10    | nedflyttad efter kvalspel mot Enebyberg och Söderhamn.     |
| 1997   | 4    | Div. III Östra Svealand         | 7     |                                                            |
| 1998   | 4    | Div. III Östra Svealand         | 11    | nedflyttad                                                 |

### Juli-cupen
Under några år i början av 1970-talet arrangerade klubben "Juli-cupen" som spelades på Hanvedens idrottsplats, Västerhaninge. Till denna cup bjöds såväl inhemska som utländska lag att delta. Cupen fick dock läggas ner av ekonomiska skäl efter några år.

## Haningealliansen 1999–2006
Efter säsongen 1998 gick spelare över 15 år från Västerhaninge IF till Haningealliansens FF, samma med Haninge FF, Haningealliansens FF blev en förening hemmahörande i Handen.

## Återstart 2006
Efter Haningealliansens konkurs 2006 återgick spelare över 15 till VIF:s fotbollssektionen igen. Klubbens herrlag deltar ånyo i seriespel sedan 2009 och dess damlag sedan 2019. Verksamheten bedrivs på Hanvedens IP i Västerhaninge och herrlaget har sedan återstarten svarat för en rask klättring i seriesystemet och har etablerat som näst främsta lag i kommunen, bakom uppstickaren IFK Haninge. VIF har per 2023 en bred verksamhet med senior-, junior- och ungdomslag för såväl herrar som damer. Från 2024 har man förutom ett A/UB-lag på herrsidan även ett C-lag.

### Herrlagets tabellplaceringar sedan 2009
Resultat hämtade från SvFF, Everysport och Clas Glenning Football.
| Säsong | Nivå | Serie                   | Plac. | Anmärkning                                                            |
| ------ | ---- | ----------------------- | ----- | --------------------------------------------------------------------- |
| 2009   | 9    | Div. VII Stockholm I    | 5     |                                                                       |
| 2010   | 9    | Div. VII Stockholm J    | 2     |                                                                       |
| 2011   | 9    | Div. VII Stockholm I    | 1     | uppflyttad                                                            |
| 2012   | 8    | Div. VI Stockholm E     | 7     |                                                                       |
| 2013   | 8    | Div. VI Stockholm E     | 1     | uppflyttad                                                            |
| 2014   | 7    | Div. V Stockholm södra  | 7     |                                                                       |
| 2015   | 7    | Div. V Stockholm södra  | 1     | uppflyttad                                                            |
| 2016   | 6    | Div. IV Stockholm södra | 5     |                                                                       |
| 2017   | 6    | Div. IV Stockholm södra | 7     |                                                                       |
| 2018   | 6    | Div. IV Stockholm södra | 1     | uppflyttad                                                            |
| 2019   | 5    | Div. III Södra Svealand | 8     |                                                                       |
| 2020   | 5    | Div. III Södra Svealand | 3     | 1p bakom Segeltorp på kvalplats.                                      |
| 2021   | 5    | Div. III Södra Svealand | 3     | 9 p bakom Rågsved och Segeltorp.                                      |
| 2022   | 5    | Div. III Södra Svealand | 8     | kvarstår i division III.                                              |
| 2023   | 5    | Div. III Södra Svealand | 10    | nedflyttning, bakom Värmdö med ett måls skillnad som låg på kvalplats |
| 2024   | 6    | Div. IV Södra           |       |                                                                       |